# Chromis analis
Chromis analis · Chromis jaune
Espèce
Chromis analis, communément nommé Chromis jaune, est une espèce de poissons marins de la famille des Pomacentridae.

## Répartition
Le Chromis jaune est présent dans les eaux tropicales de la zone centrale de la région Indo-Pacifique.

## Description

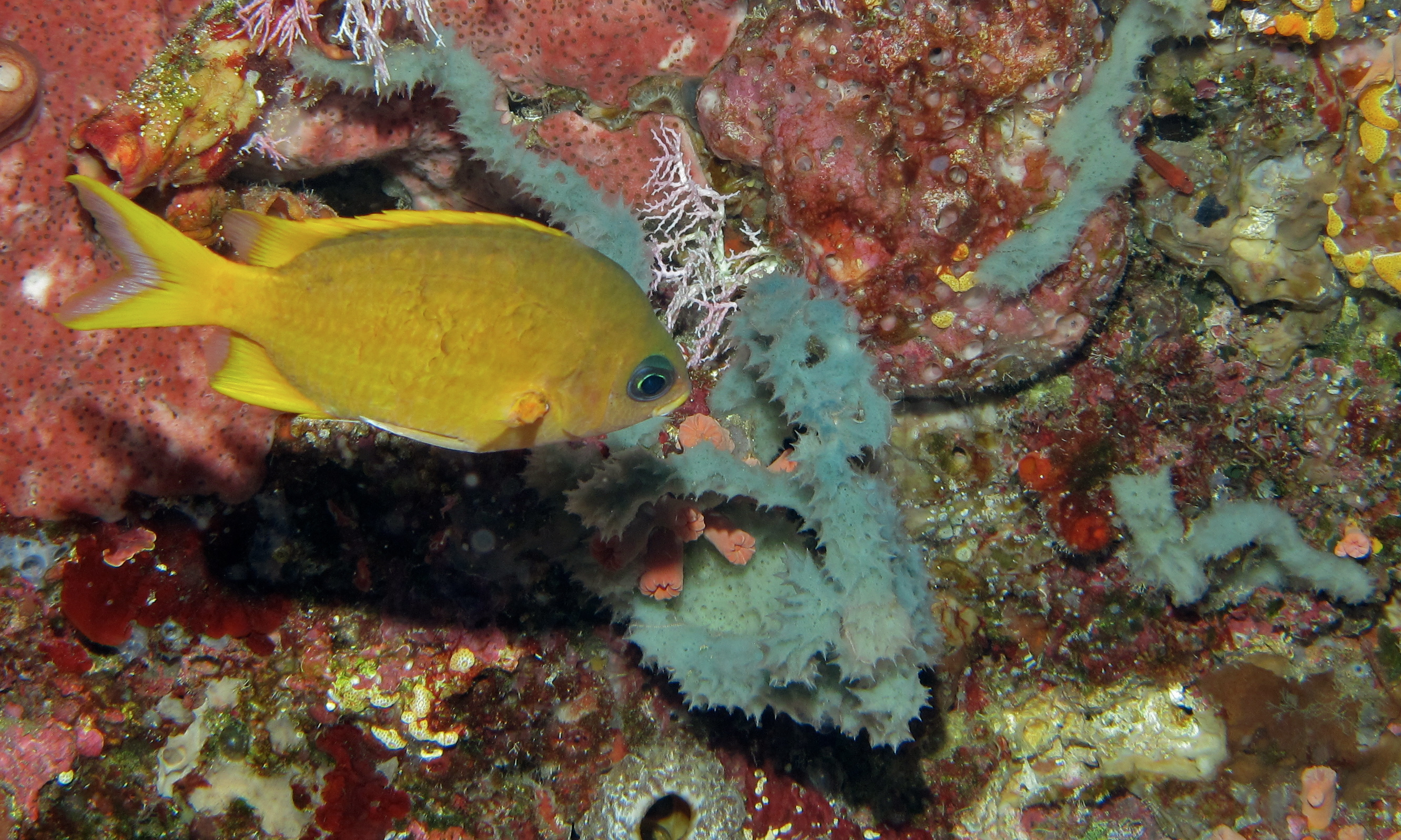
Chromis jaune (Sulawesi, Indonésie)

Sa taille maximale est de 17 cm.